# Аруна чорноголова
Ару́на чорноголова (Myiornis atricapillus) — вид горобцеподібних птахів родини тиранових (Tyrannidae). Мешкає в Центральній і Південній Америці.

## Опис
Довжина птаха становить 6,5 см, вага 5,2 г. Голова темно-сіра, тім'я чорне, навколо очей білі кільця. Верхня частина тіла оливково-зелена. Крила і хвіст чорнуваті з жовтими краями, на крилах жовті смужки. Горло і центральна частина грудей білі, боки сірі, живіт блідо-жовтий. У самиць тім'я дещо тьмяніше, у молодих птахів верхня частина голови і верхня частина тіла коричневі, смуги на крилах і нижній частині тіла жовтуваті.

## Поширення і екологія
Чорноголові аруни мешкають на карибських схилах Коста-Рики і Панами, на півдні Панами, на півночі і заході Колумбії та на північному заході Еквадору. Вони живуть у вологих рівнинних тропічних лісах, на узліссях і галявинах. Зустрічаються поодинці, парами або невеликими зграйками, на висоті до 900 м над рівнем моря. Живляться комахами. Гніздо мішечкоподібне з бічним входом, довжиною 15 см, підвішується до тонкої гілки на дереві, на висоті від 1 до 7 м над землею. В кладці 2 білих яйця, поцяткованих коричневими плямками. Інкубаційний період триває 15-16 днів.